# Yabuki (Fukushima)
Yabuki (矢吹町?) è una cittadina giapponese della prefettura di Fukushima.